# Желько Цицович
Желько Цицович (серб. Željko Cicović, нар. 8 вересня 1971, Белград) — югославський футболіст, що грав на позиції воротаря за клуби «Рад» та «Лас-Пальмас», а також національну збірну Югославії.

## Клубна кар'єра
У дорослому футболі дебютував 1989 року виступами за команду клубу «Рад», в якій провів вісім сезонів, взявши участь у 104 матчах чемпіонату. 
1997 року перейшов до клубу «Лас-Пальмас», за який відіграв ще вісім сезонів, протягом яких команда балансувала між Прімерою і Сегундою. Завершив професійну кар'єру футболіста виступами за «Лас-Пальмас» у 2005 році.

## Виступи за збірну
2000 року провів шість офіційних матчів у складі національної збірної Югославії. Був учасником тогорічного чемпіонату Європи у Бельгії та Нідерландах, де, утім був лише дублером Івиці Краля і на поле не виходив.